# Castries
Castries este capitala microstatului Sfânta Lucia, o țară insulară situată în arhipelagul Caraibe între Martinica și Barbados.
Se află lângă Marea Caraibilor, la o altitudine de 2 m deasupra nivelului mării. Are o suprafață de 79 km². Populația este de 70.000 locuitori, determinată în 2013.